# Pekude
Pekude (Biblisches Hebräisch פְקוּדֵי ‚Die Zählungen‘) bezeichnet einen Leseabschnitt (Parascha oder Sidra genannt) der Tora und umfasst den Text Exodus/Schemot 38,21–40,38 (38,21–31 , 39 , 40 ).
Es handelt sich um die Sidra des 1. Schabbats im Monat Adar scheni oder, wenn (wie meist) mit Wajakhel verbunden, des 4. oder 5. Schabbats im Monat Adar.

## Wesentlicher Inhalt
- Höhe der eingegangenen Spenden an Gold, Silber und Kupfer und deren Verwendung
- Anfertigung der Priestergewänder
- Aufrichtung des Stiftszeltes am 1. des 1. Monats des 2. Jahres nach dem Auszug aus Ägypten
- Anordnung der Geräte
- Einhüllung des Zeltes in eine Wolke, deren Aufsteigen als Befehl zum Aufbruch des Lagers gilt

## Haftara
Die zugehörige Haftara ist nach aschkenasischem Ritus 1 Kön 7,51–8,21 (7,51 , 8,1–21 ), nach sephardischem Ritus 1 Kön 7,40–50 .